# Aesop Dekker
Aesop Dekker (San Rafael, 1º  ottobre 1970) è un musicista statunitense.
È conosciuto soprattutto per essere il batterista dei gruppi Hickey, Ludicra, Agalloch, Worm Ouroboros, VHÖL e Khôrada.